# 西村镇 (巩义市)
西村镇，是中华人民共和国河南省郑州市巩义市下辖的一个乡镇级行政单位。

## 行政区划
西村镇下辖以下地区：
西村、东村、坞罗村、罗口村、常封村、滹沱村、堤东村、桂花村、李窑村、山东村、赵窑村、窑岭村、张沟村、圣水村、车元村和五岭村。